# 尾斑隱帶麗魚
尾斑隱帶麗魚，為輻鰭魚綱鱸形目隆頭魚亞目慈鯛科的其中一種，分布於南美洲秘魯的淡水流域，體長可達3.6公分，棲息在沙底質、水流快速、水質清澈的酸性溪流，生活習性不明。

## 擴展閱讀
維基物種上的相關：尾斑隱帶麗魚